# Breaktánc

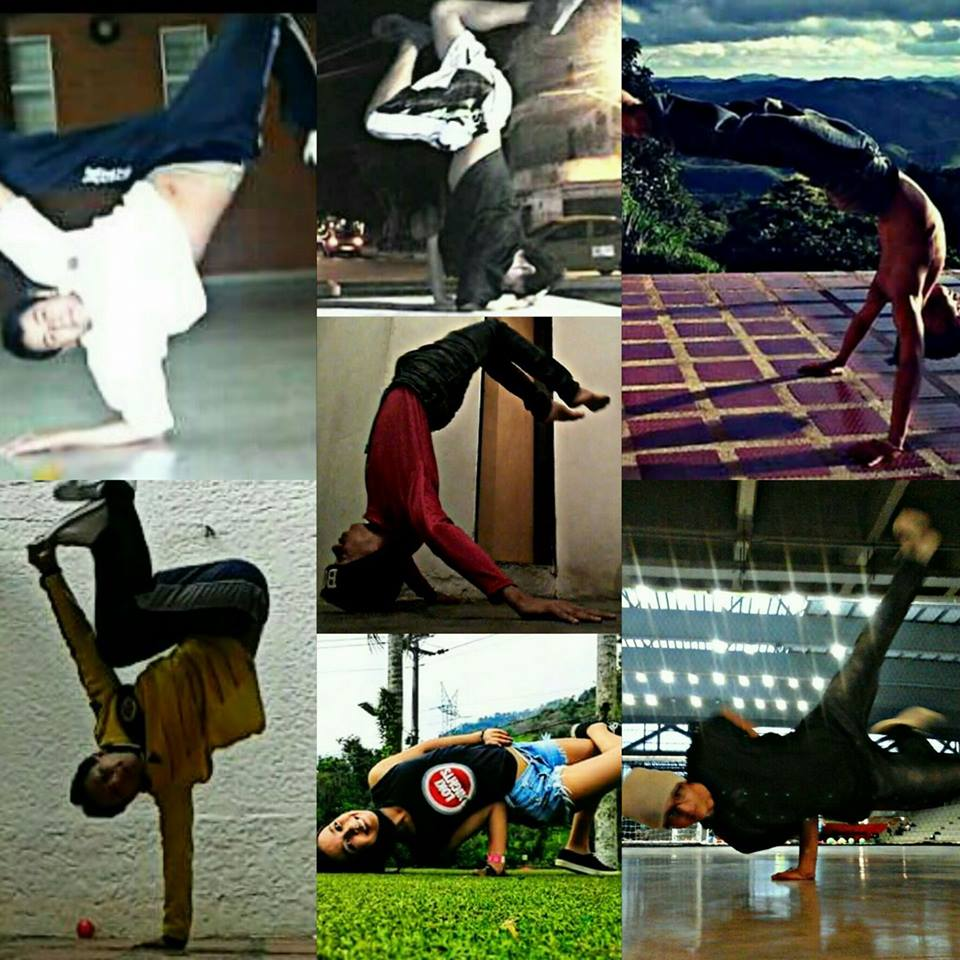
Breaktánc

A breaktánc vagy bboying/breakin'/rockin' (vagy ismertebb nevén „breakdance”), a hetvenes években indult zenei stílus, valamint egy dinamikus stílusú tánc, amely a hiphopkultúra része. A zenére jellegzetes táncmozgás is kialakult az Amerikai Egyesült Államok-beli nagyvárosokban a korai években. Eleinte szelídebb mozdulatokat tartalmazott, de az idő előrehaladtával és a táncstílus fejlődésével egyre több akrobatikus elemet, mutatványt vett magába.

## Története
A bboying 4 féle alapelemből áll: a táncból toprock/uprock, a padlórockból footwork/legwork, a fagyásokból freezes és az akrobatikus erőelemekből power moves. Így vannak sorban a bboying nehézségi szintjei is, kezdve a toprock-kal, ami a legkönnyebb, és amit általában egy bboy arra használ, hogy „bemutassa” a stílusát. Utána jön a footwork, ami arra szolgál, hogy a bboy kifejezze önmagát lent a talajon is. A footwork az, amit sokan lenéznek a power mellett, de egy stylehead (olyan aki nem powert, hanem inkább toprock-ot és footwork-öt használ leginkább) képes lehet egy csatában simán felülkerekedni egy powerhead-en (az aki nem nagyon csinál footwork-öt, csak powert). A freeze (ahogy a neve is mutatja) egy olyan mozdulat, ahol a bboy, általában miután befejez egy set-et, egy pózban megáll. Ezek általában olyan mozdulatok, amelyekhez fizikai erő, technika és egyensúly egyaránt szükséges. A power pedig az akrobatikus erőelemekből áll. Ilyen például a helikopter/heli/windmill, olló/flare, trekk/airflare, ami a gimnasztikában is jelen van. Fejen, háton, vállon pörgés, számos variáció, amihez a látszat ellenére nem igazán fizikai erő, inkább technika és egyensúlyérzék kell. Ezeken kívül a bboying sok új elemet tartalmaz, amióta megjelent, egy ilyen például a „threading”, amit már az „absztrakt” stílusú bboy-ok egyre többet gyakorolnak.
A bboying manapság is igen népszerű, szerte a világon táncolják, igaz már nem annyian, mint a hőskorában az 1970-es években, de a tánc minősége nem változott. A tánc fejlődése során folyamatosan növekszik a lehetséges és előadott akrobatikus elemek száma. A bboying-nak van egy elkülönített kategóriája is, amely e-boying néven fut. Azokra a bboy-okra használják ezt a jelzőt, akik az internetes tutorial-okból (bemutató, oktató videók) tanulják meg a különféle mozdulatokat, de egyedi stílusuk nincs. A bboying-ban a technika mellett a stílus is nagyon fontos tulajdonság, ha valaki stílus nélkül táncol, arra mondják, hogy „ez is csak egy ugyanolyan, mint a többi.”
A világ egyik legveszélyesebb táncának tartják, amelyben rendkívül fontos a fizikai erő és technika. Bár a bboying fele annyira nem veszélyes, amennyire az látszik.[forrás?]
Magyarországon ez a stílus először 1983-ban jelent meg populárisan, Fenyő Miklós Lépjük a lépcsőt című dalával.
2023-ban aktív csapatok Magyarországon:
- Artists of dance (www.breaktanc.hu)
- Style Beyonds,
- Danger Elements,
- Stay fresh

Breaktánc iskolák Magyarországon:
- Budapest Breaking S.e., (www.budapestbreaking.hu)
- Vibes and Stuff,
- Szolnoki breaktánc és extrém sport s.e.,
- Hedonism break dance school

A 2024-es párizsi olimpián a breaktánc versenyszámként szerepelt.